# Veliki Orehek
Veliki Orehek – wieś w Słowenii, w gminie miejskiej Novo mesto. W 2018 roku liczyła 99 mieszkańców. 